# K-150 Tomsk
Le K-150 Tomsk (en russe : К-150 « Томск ») est un sous-marin nucléaire lanceur de missiles de croisière du Projet 949A « Anteï » (code OTAN : classe Oscar-II), appartenant à la Flotte du Pacifique de la Marine soviétique puis de la Marine russe. 

## Service

Silhouette de la coque d'un sous-marin soviétique du Projet 949A.

Sa quille est posée sur le chantier naval Sevmash à Severodvinsk, le 27 août 1991, sous le numéro de coque 663. L’administration de l'oblast de Tomsk parraine le sous-marin et, le 13 avril 1993, celui-ci est renommé en l'honneur de la ville de Tomsk. 
Le K-150 Tomsk est mis en service le 18 ou 20 juillet 1996. Le 17 mars 1997, il est affecté à la 11e division de la 1re Flottille sous-marine de la Flotte du Nord, basée à Zapadnaïa Litsa.
Du 25 août au 24 septembre 1998, il transite de Flotte du Nord vers Flotte du Pacifique sous la banquise par le nord. Il parcourt 5 100 milles nautiques en 20 jours, dont 3 500 sous la banquise. Le K-150 Tomsk rejoint la base navale de Vilioutchinsk, face à Petropavlovsk-Kamtchatski, sur la péninsule du Kamtchatka. L'évêque de Petropavlovsk-Kamtchatski Ignace (ru), est présent à bord lors de ce voyage. Il bénit le bâtiment et l'équipage. 
Le 9 octobre 1998, le K-150 Tomsk est affecté à la 10e divisions de sous-marins de la Flotte du Pacifique, stationnée dans la base navale de Vilioutchinsk, dans la baie de Kracheninnikov, près de Petropavlovsk-Kamtchatski. 
Le 4 juin 2007, il obtient des résultats remarquables lors des exercices d'hiver avec l'équipage 158. Le 14 août 2008, il termine avec 8 mois d'avance une IPER à Bolchoï Kamen, avec essais et retour au Kamtchatka.
En mars 2009, il est placé en réserve. 
En 2010, il est placé en IPER au chantier naval FEP « Zvezda » à Bolchoï Kamen, en raison de la rupture du circuit de refroidissement de l'un de ses réacteurs. Le 12 juin 2014, il reprend du service. Le 3 mai 2013, les responsables de la Flotte du Pacifique annoncent un retour au service en 2014. 

## Incendie

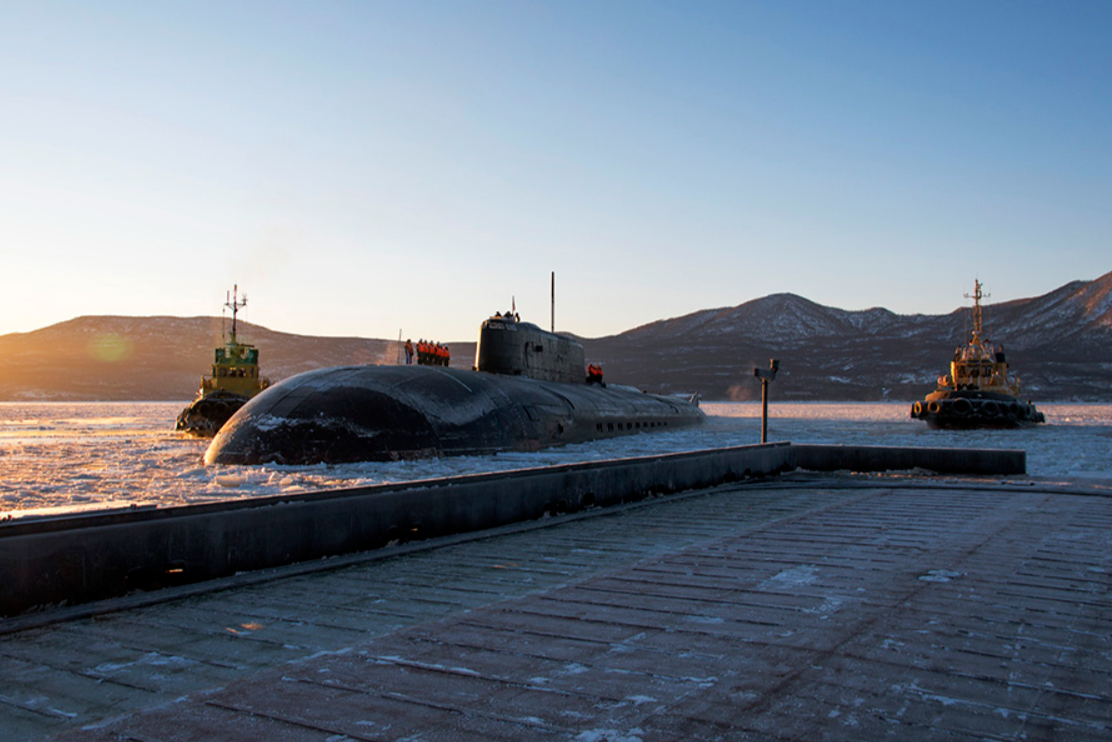
Retour du sous-marin nucléaire Tomsk à la base après le service de combat.

Le 6 septembre 2013 à 5 h (heure locale), un incendie se déclare pendant l'exécution de travaux de soudure sur les principaux ballast. Les revêtements destinés à l'isolation thermique et phonique qui recouvrent la coque sont détériores par les flammes et les caractéristiques fonctionnelles du sous-marin sont affectées. Un important dégagement de fumée a lieu. À 9 h 30, compartiment concerné de nouveau accessible. Quinze soldats sont blessés au cours de l'incendie, tous reçoivent un traitement à l'Hôpital de la marine.

## Commandants
1. Capitaine Vadim G. Antipine - 1991 à 1997
2. Capitaine Alexander Cymbaliouk
3. Capitaine Vladimir Vladimirovitch Grichetchkine
4. Capitaine Vyacheslav Tchernous
5. Capitaine Andreï Ekimenko
6. Capitaine Alexandr O. Zarenkov
7. Capitaine Ivan A. Goubine